# Pablo Punyed
Pablo Punyed Dubon, né le 18 avril 1990 à Miami en Floride, est un footballeur international salvadorien, qui évolue au poste de milieu offensif au Víkingur Reykjavik. 
Son frère Renato Punyed (en) joue pour la sélection du Nicaragua depuis 2019.

## Biographie

### Carrière internationale
Pablo Punyed est convoqué pour la première fois par le sélectionneur national Albert Roca pour un match amical contre la Colombie le 10 octobre 2014 (défaite 3-0).
Il dispute une Gold Cup avec l'équipe du Salvador, en 2015. Lors de cette compétition, il joue trois matchs, avec pour résultats une défaite et deux nuls.
Il inscrit son premier but en équipe nationale le 9 octobre 2015, en amical contre Haïti (défaite 1-3). Il marque son deuxième but le 25 mars 2016, contre le Honduras, lors des éliminatoires du mondial 2018 (score : 2-2).

## Palmarès
- Avec le Stjarnan :
  - Champion d'Islande en 2014
  - Vainqueur de la Supercoupe d'Islande en 2015

- Avec le Vestmannaeyja :
  - Vainqueur de la Coupe d'Islande en 2017